# Эскадренные миноносцы типа «Акидзуки» (1959)
Эскадренные миноносцы типа «Акидзуки» (яп. あきづき型護衛艦 Акидзуки-ката-гоэйкан) — серия японских эскадренных миноносцев 1950-х годов. В 1958—1960 годах было построено 2 единицы. Унаследовали названия от эсминцев времён Второй Мировой Войны типа «Акидзуки».
Сильно увеличенный вариант эсминцев типа «Мурасамэ», предназначались для использования в качестве лидеров эскортных флотилий. Основным отличием помимо размеров стало наличие 324-мм бомбомёта Mk.108, запускающего реактивные глубинные бомбы RUR-4 Weapon Alpha.
В ходе модернизации в 1976—1977 годах на «Тэрудзуки» и в 1977—1978 годах на «Акидзуки» бомбомёт Mk.108 был заменён на 375-мм бомбомёт Bofors M/50, ГАС SQS-23 заменена на SQS-29, торпедные аппараты демонтированы. Бортовые номера изменились на ASU 7010 и ASU 7012.
В 1989 году «Акидзуки» был переклассифицирован в опытовое судно для испытаний ГАС, «Тэрудзуки» в 1991 году переклассифицирован в корабль-цель TU 3504.
Окончательно все они были списаны в 1993 годах.

## Представители
| Название                                | Бортовой номер | Место постройки            | Закладка        | Спуск на воду | Вступление в строй | Выведение из состава флота   |
| --------------------------------------- | -------------- | -------------------------- | --------------- | ------------- | ------------------ | ---------------------------- |
| Акидзуки (яп. あきづき «Осенняя Луна»)  | DD161          | Верфь «Мицубиси», Нагасаки | 31 июля 1958    | 26 июня 1959  | 13 февраля 1960    | Списан 7 декабря 1993 года   |
| Тэрудзуки (яп. てるづき «Сияющая Луна») | DD162          | Верфь «Мицубиси», Кобе     | 15 августа 1958 | 24 июня 1959  | 29 февраля 1960    | Списан 27 сентября 1993 года |